# Guettarda amblyophylla
Guettarda amblyophylla là một loài thực vật có hoa trong họ Thiến thảo. Loài này được Urb. & Ekman mô tả khoa học đầu tiên năm 1928.